# 新潟県道112号来迎寺停車場神谷線
新潟県道112号来迎寺停車場神谷線（にいがたけんどう112ごう らいこうじていしゃじょうかみやせん）は、新潟県長岡市内を通る一般県道である。

## 概要

### 路線データ
- 起点：来迎寺停車場（新潟県長岡市来迎寺字渋田）
- 終点：新潟県長岡市神谷字若宮（国道351号交点）

## 地理

### 通過する自治体
- 新潟県長岡市

### 接続する道路
- 長岡市道（起点：長岡市来迎寺字渋田、来迎寺駅前）
- 新潟県道23号柏崎高浜堀之内線（来迎寺駅前交差点 - 長岡市浦（「越路交番」前）で重複）
- 新潟県道10号長岡片貝小千谷線（来迎寺駅前交差点 - 長岡市来迎寺（「消防署越路出張所」北）で重複）（「新潟県道23号柏崎高浜堀之内線」との重複区間内）
- 関越自動車道（長岡市浦（「越路交番」前）、長岡南越路スマートインターチェンジ）
- 新潟県道166号大荒戸越路線（長岡市来迎寺字渋田甲）
- 国道351号（終点：神谷交差点）

### 周辺
- JR信越本線 来迎寺駅
- 関越自動車道 越路バスストップ
- 長岡市役所 越路支所
- 長岡市消防本部 長岡消防署 越路出張所
- 長岡市立越路中学校
- 長岡市立越路小学校
- 第四北越銀行 来迎寺支店
- JA越後さんとう こしじ中央支店
- 来迎寺郵便局
- コメリハードアンドグリーン 越路店
- 原信 来迎寺店
- 渋海川
- 信濃川